# Alta (Utah)
Alta é uma vila localizada no estado norte-americano do Utah, no Condado de Salt Lake.

## Demografia
Segundo o censo norte-americano de 2000, a sua população era de 370 habitantes. 
Em 2006, foi estimada uma população de 365, um decréscimo de 5 (-1.4%).

## Geografia
De acordo com o United States Census Bureau tem uma área de 10,5 km², dos quais 10,5 km² cobertos por terra e 0,0 km² cobertos por água.

## Localidades na vizinhança
O diagrama seguinte representa as localidades num raio de 16 km ao redor de Alta. 

## Curiosidade
Em 2011, Steven "Piney" Gilman foi reeleito como vereador do Conselho Local através do sistema de cara ou coroa, depois de ter havido um empate de 60 votos entre ele e Merbea Danforth.